# 10 Milliarden – Wie werden wir alle satt?
10 Milliarden – Wie werden wir alle satt? ist ein deutscher Dokumentarfilm aus dem Jahr 2015 von Valentin Thurn über die Möglichkeit, alle Bewohner der Erde mit Nahrungsmitteln versorgen zu können. Der Film lief am 16. April 2015 in deutschen Kinos an und war der besucherstärkste Dokumentarfilm 2015.

## Inhalt
Im Jahr 2050 werden voraussichtlich etwa zehn Milliarden Menschen auf der Erde leben. Um die Frage zu klären, ob man diese Zahl an Menschen satt bekommen kann, begibt sich der Dokumentarfilmer Valentin Thurn auf eine Weltreise. Er besucht u. a. eine Gemüsekooperative in den USA, Kleinbauern und eine Riesenfarm in Afrika sowie industrielle Nahrungserzeugung in Japan.
Danach kommt er zu dem Schluss, dass die Nahrungsherstellung heute sehr komplex und von den globalen, leicht verwundbaren Märkten abhängig sei. Weltweit würden Kleinbauern durch industrielle Nahrungserzeugung verdrängt. Speziell für die schnell wachsenden afrikanischen und asiatischen Bevölkerungen könnten effektiv arbeitende Kleinbauern am besten den Hunger in den Regionen bekämpfen. In Europa könne im Gegensatz zur industriellen die bäuerliche Landschaft nachhaltig arbeiten und dabei die Böden schonen. Wenn Verbraucher regionale Produkte kauften, könnten sie bei jedem Einkauf die kleinen und mittleren Betriebe stärken.

## Preise
- FFA Branchentiger für den besucherstärksten Dokumentarfilm 2015
- „10 Milliarden“ wurde von der FBW mit dem Prädikat „Besonders Wertvoll“ ausgezeichnet. Außerdem wurde der Film als FILM DES MONATS September 2015 ausgewählt.[3]
- International Documentary Film Festival Amsterdam 2015, Offizielle Auswahl Panorama, Niederlande
- Bester Dokumentarfilm, 4th Peace and Love Film Festival, Schweden
- 31. Agro Filmfestival, Slowakische Republik
- Darsser Naturfilmfestival, Jury-Preis für Hajo Schomerus für herausragende Leistungen für die Kameraarbeit
- Darsser Naturfilmfestival, Preis der Kinderjury
- 5th Life Sciences Film Festival, Prag, Preis der Fakultät für Agrobiologie, Nahrung und Rohstoffe